# 後肢陽明胃経
後肢陽明胃経（こうしようめいいけい）とは胃経に属する後肢を流れる陽経の経絡である。人間でいうところの足の陽明胃経に相当する。

## 後肢陽明胃経に所属する経穴の一覧

### 承泣（しょうきゅう）
取穴部位：眼窩下縁中央部
主治：結膜炎、流涙症、眼瞼疾患、風邪、視神経萎縮

### 四白（しはく）
取穴部位：眼窩下孔の窪み
主治：眼科疾患、顔面神経麻痺、顔面痛

### 鎖口（さこう）
取穴部位：口角からの延長線上
主治：よだれ、破傷風、口内炎、風邪、熱性病

### 開関（かいがん）
取穴部位：口角からの延長線で咬筋前縁
主治：口内炎、顔面痛、歯痛、破傷風

### 抱さい（ほうさい）
取穴部位：奥歯に対する咬筋
主治：口内炎、歯痛、顔面痛

### 下関（げかん）
取穴部位：顎関節前下縁の窪み
主治：歯痛、顔面痛、破傷風、耳疾患

### 人迎（じんげい）
取穴部位：頚静脈上1/3
主治：喘息、消化不良、のどの痛み

### 天枢（てんすう）
取穴部位：臍の両側
主治医：子宮内膜炎、腹痛、便秘、尿閉、腸炎

### 大こう（だいこう）
取穴部位：大腿骨大転子前下方の窪み
主治：後肢麻痺、股関節の痛み

### 後伏兎（ごふくと）
主治：股関節・腰部疼痛、後肢疾患

### 掠草（りゃくそう）
取穴部位：膝蓋骨下方の外靭帯と中靭帯の間の窪み
主治：膝痛、後肢麻痺

### 后三里（ごさんり）
取穴部位：下腿外側1/4
主治：嘔吐、便秘、下痢、咳、後肢疾患、発熱

### 上巨虚（じょうこきょ）
取穴部位：后三里下方の骨間の隙間
主治：便秘、消化不良

### 豊隆（ほうりゅう）
取穴部位：上巨虚下方の筋溝
主治：咳、便秘、神経症状、後肢麻痺、気管支炎

### 解渓（かいけい）
取穴部位：足首の窪み
主治：便秘、神経症状、捻挫、後肢疾患

### 滴水（てきすい）
取穴部位：第3・4足根骨間の窪み
主治：顔面むくみ、風邪、熱性病、中毒、後肢疾患

### 趾間(内)（しかん（ない））
取穴部位：第2・3趾間

### 後蹄頭(内)（ごていとう（ない））
取穴部位：第2爪後
主治：歯痛、熱病、便秘、消化障害、後肢麻痺、下部尿路疾患